# Zygmunt Karasiński (oficer)
Zygmunt Kazimierz Karasiński (ur. 2 marca 1892 w Leżajsku, zm. 7 kwietnia 1972 w Krakowie) – pułkownik artylerii Wojska Polskiego, kawaler Krzyża Złotego i Krzyża Srebrnego Orderu Wojennego Virtuti Militari.

## Życiorys
Syn Franciszka (kupca) i Antoniny z domu Tanasiewicz. 
Student prawa na Uniwersytecie Jagiellońskim (1910–1913), następnie kształcił się w Wiedniu – na Wydziale Leśnictwa w Wyższej Szkole Uprawy Ziemi. Członek Drużyn Bartoszowych i Towarzystwa Gimnastycznego „Sokół”. Pod koniec lipca 1914 roku wcielony do armii austriackiej i przydzielony do 7 pułku artylerii górskiej. Z dniem 1 stycznia 1916 r. mianowany podporucznikiem, a w dniu 1 stycznia 1918 roku awansowany do stopnia porucznika. W październiku 1918 r. organizuje w Leżajsku oddział ochotników, z którym rozbraja formacje zaborcy i ogłasza, w dniu 1 listopada tegoż roku, przejęcie miasta przez władze polskie. Następnie na czele tego oddziału udaje się do Przemyśla (Zasanie), gdzie przydzielony zostaje do oddziału Juliana Stachiewicza („Grupa San”). Jako oficer 2 baterii 1 pułku artylerii polowej Legionów walczy w wojnie polsko-ukraińskiej. Bierze udział w zajęciu Przemyśla i w odsieczy Lwowa (w walkach o to miasto uczestniczy do dnia 25 maja 1919 r.). Z dniem 25 sierpnia tego roku zostaje przeniesiony do powstającego 1 pułku artylerii górskiej. Jako dowódca baterii w I dywizjonie 1 pag bierze udział w wojnie polsko-bolszewickiej – na froncie przebywa od 1 marca 1920 roku. Walczy podczas operacji kijowskiej – odznacza się w dniu 16 czerwca tr., kiedy to kierując ogniem swej baterii umożliwia polskiej piechocie wycofanie się na nowe pozycje i bez strat wyprowadza z walki własną baterię. Także w trakcie walk nad Bugiem toczonych w dniach od 4 do 6 sierpnia 1920 r., dowodząc baterią z wysuniętego i widocznego stanowiska obserwacyjnego, odparł ataki nieprzyjaciela pod wsią Malowa Góra i zszedł jako ostatni z zajmowanego stanowiska. Za te czyny odznaczony został Krzyżem Srebrnym Orderu Virtuti Militari. Nadanie to zostało następnie potwierdzone dekretem Wodza Naczelnego marszałka Józefa Piłsudskiego L.11434.VM z 3 lutego 1922 roku (opublikowanym w Dzienniku Personalnym Ministerstwa Spraw Wojskowych nr 2 z dnia 18 lutego 1922 r.). Awansowany do rangi kapitana został z dniem 1 listopada 1920 roku. W tym czasie wyznaczono go również na stanowisko adiutanta dywizjonu w 1 pułku artylerii górskiej.
Na dzień 1 czerwca 1921 roku pełnił służbę w 21 pułku artylerii polowej. Dekretem Naczelnika Państwa i Wodza Naczelnego z dnia 3 maja 1922 r. (dekret L. 19400/O.V.) został zweryfikowany w stopniu kapitana, ze starszeństwem z dniem 1 czerwca 1919 r. i 142. lokatą w korpusie oficerów artylerii. W tym okresie ponownie służył w 1 pułku artylerii górskiej. W roku 1923 pełnił obowiązki dowódcy II dywizjonu 1 pag (dywizjon ten stacjonował w Nowym Targu) i zajmował 131. lokatę w swoim starszeństwie wśród kapitanów artylerii. Do rangi majora został awansowany ze starszeństwem z dniem 15 sierpnia 1924 roku i 57. lokatą. W tym samym roku, jako nadetatowy oficer 1 pag, pełnił służbę w Szefostwie Artylerii i Służby Uzbrojenia Dowództwa Okręgu Korpusu Nr VI we Lwowie. W czerwcu 1925 roku został ponownie przydzielony do 1 pułku artylerii górskiej, w którym objął stanowisko dowódcy I dywizjonu. W styczniu 1926 roku został przesunięty na stanowisko dowódcy II dywizjonu w tymże pułku. W roku 1928, pozostając nadetatowym oficerem 27 pułku artylerii polowej, pełnił służbę w Szkole Podchorążych Rezerwy Artylerii we Włodzimierzu Wołyńskim na stanowisku dyrektora nauk. Zajmował wówczas 55. lokatę wśród majorów korpusu artylerii w swoim starszeństwie i przynależał macierzyście do kadry oficerów artylerii. Do stopnia podpułkownika awansowany został z dniem 1 stycznia 1931 roku i 17. lokatą w korpusie artylerii. Następnie przeniesiono go do 19 pułku artylerii lekkiej z Nowej Wilejki, w którym od stycznia 1931 roku do kwietnia 1934 roku piastował funkcję zastępcy dowódcy pułku. W roku 1932 zajmował nadal 17. lokatę w swoim starszeństwie i odznaczony był już Złotym Krzyżem Zasługi. W kwietniu 1934 r. został przeniesiony na stanowisko dowódcy 6 dywizjonu artylerii konnej (w garnizonie Stanisławów), które zajmował do kwietnia 1936 roku. Z dniem 7 maja 1936 roku objął funkcję dowódcy 31 pułku artylerii lekkiej, stacjonującego w garnizonie Toruń. Służąc w tym pułku, z dniem 19 marca 1938 r. został awansowany  do rangi pułkownika artylerii z 13. lokatą. Lokatę tę zajmował również w marcu 1939 roku. 
W dniu 30 sierpnia 1939 roku objął stanowisko dowódcy artylerii dywizyjnej w 14 Dywizji Piechoty. Z dywizją tą walczył w kampanii wrześniowej. Brał udział w bitwie nad Bzurą, podczas której dostał się do niemieckiej niewoli. W oflagach IV A Hohnstein i II C Woldenberg przebywał do dnia 3 maja 1945 roku. Po wyzwoleniu został dowódcą Samodzielnego Zgrupowania Oficerów w Pöhls. Do Polski powrócił w grudniu 1945 roku. Pracował w Rybnickim Zjednoczeniu Przemysłu Węglowego.
Zmarł 7 kwietnia 1972 w Krakowie i 11 kwietnia 1972 został pochowany na tamtejszym cmentarzu Rakowickim (kwatera XCII-12-2).
Żoną Zygmunta Karasińskiego była Ewa z domu Styś (ur. 3 listopada 1900, zm. 22 lutego 1964), z którą miał syna Jacka (ur. 1926) i córkę Zuzannę (ur. 1930).

## Awanse
- podporucznik – 1 stycznia 1916 r.
- porucznik – 1 stycznia 1918 r.
- kapitan – 1 listopada 1920 r. (zweryfikowany w tym stopniu ze starszeństwem z dniem 1 czerwca 1919 r. i 142. lokatą w korpusie oficerów artylerii)
- major – starszeństwo z dniem 15 sierpnia 1924 r. i 57. lokatą w korpusie oficerów artylerii
- podpułkownik – starszeństwo z dniem 1 stycznia 1931 r. i 17. lokatą w korpusie oficerów artylerii
- pułkownik – starszeństwo z dniem 19 marca 1938 r. i 13. lokatą w korpusie oficerów artylerii

## Ordery i odznaczenia
- Krzyż Złoty Orderu Wojennego Virtuti Militari (za kampanię wrześniową)[5]
- Krzyż Srebrny Orderu Wojskowego Virtuti Militari nr 4319[25][5]
- Krzyż Walecznych[26]
- Złoty Krzyż Zasługi (10 listopada 1928)[27][28][5]